# О̆ (кириллица)
О̆, о̆ (О с краткой) — буква расширенной кириллицы. Используется в ительменской письменности, где является 25-й буквой алфавита, и в алфавите шурышкарского диалекта хантыйского языка (20-я буква). В обоих случаях обозначает редуцированную фонему /o/. Также буква присутствовала в мордовском кириллическом алфавите 1924—1927 годов.
В некоторых словарях ненецкого языка используется О͏̆ о͏̆ (о с бреве, имеющим форму, как в латинице), обозначающая краткий гласный [ŏ̞].